# Jaime Garralda Barretto
Jaime Garralda Barretto (El Escorial, Madrid; 24 de agosto de 1921-Alcalá de Henares, Madrid; 30 de junio de 2018) fue un jesuita español, creador de la Fundación Padre Garralda-Nuevos Horizontes.

## Biografía
El 26 de junio de 1945 ingresó en la Compañía de Jesús en Aranjuez. 
Tras su ordenación sacerdotal el 13 de julio de 1956, comenzó su labor pastoral como capellán de las prisiones de Carabanchel y Alcalá de Henares. Trasladado a Granada (1953-1957), para realizar allí sus estudios de Teología, los compatibilizó con la atención pastoral a los gitanos de Atarfe, Pinos Puente y Albolote. En 1956 tras un terremoto que destruyó Albolote, trabajó en su reconstrucción. Y fue conocido como el "padre de los gitanos".
Destinado a Panamá (1964-1966), allí se encargó del "Movimiento Familiar". Tras regresar a España, se trasladó al poblado chabolista de Palomeras, en Madrid, donde convivió con drogadictos y marginados (1966-1981).

### Encargos pastorales y Fundación Horizontes Abiertos
Recibió diversos encargos pastorales: Delegado diocesano de Universidad y Juventud (1970-1976) y de Pastoral Penitenciaria (1996-1999), ambas en la diócesis de Madrid. En 1978 creó la ONG Horizontes Abiertos (llamada posteriormente Fundación Horizontes Abiertos-Padre Garralda), con la que llevó a cabo diversos programas encaminados a la lucha contra la marginación de reclusos y exreclusos, favoreciendo su reinserción social en España, Sudamérica y Japón. Presidente de esta Fundación (1978-2003), desde marzo del 2003 fue su presidente de honor. En 2018, la Fundación contaba con más de trecientos voluntarios y más de cien profesionales españoles, que atendieron a más de cuarenta mil personas.

### Labor social en las cárceles españolas
Como su concepción de los centros penitenciarios era terapéutica más que punitiva, colaboró estrechamente con la Dirección General de Instituciones Penitenciarias, en la creación de módulos penitenciarios específicos para familias, madres y niños menores de tres años, y centros terapéuticos donde los internos superaran su adicción a las drogas. 
Como consiliario nacional de la Federación de Asociaciones de Viudas, realizó durante muchos años una labor de acompañamiento a las viudas. También realizó proyectos asistenciales con otros colectivos sociales marginados como enfermos de sida, personas sin techo, inmigrantes sin papeles y drogodependientes. En 2007, inauguró en Las Tablas (Madrid) el Centro para Rehabilitación de Drogodependientes Padre Garralda.  

## Premios y reconocimientos[3]
- Medalla de oro de la Orden de Cisneros (1956)
- Comendador de la Orden Amador Guerrero (Panamá, 1967)
- Medalla al Mérito Penitenciario (1992)
- Cruz del Orden Civil de la Solidaridad Social (1999)
- Cruz Blanca del Plan Nacional de Drogas (2000)
- Medalla al Mérito Social (2003)
- Candidato al Premio Príncipe de Asturias de la Concordia (2003).
- Premio Internacional de la Fundación Cristóbal Gabarrón a una Trayectoria Humana (2004)
- Medalla de la Comunidad de Madrid (2005)
- Medalla de Oro al Mérito en el Trabajo (2011)
- Medalla de Oro del Ayuntamiento de Madrid (2012)
- Premio Estatal al Voluntariado Social (2016)